# Palais épiscopal de Gand
Le palais épiscopal de Gand est le siège administratif de l'évêché de Gand en Belgique et la résidence de l'évêque. Il est situé sur la place de l'Évêché (Bisdomplein) à Gand. Il est monument protégé depuis 1996 ,.

## Historique

### 1559-1633
Après l'établissement du diocèse en 1559, l'évêque séjourne d'abord avenue Nederpolder, dans la maison Koraalhuis du chapitre de Saint-Bavon. Après cela, les évêques ont vécu dans différentes maisons près de la cathédrale Saint-Bavon.
Ce fut le cas des évêques Cornelius Jansen (en), Willem Damasz van der Linden, Pieter Damant (en), Charles Maes, François Van der Burch, Jacobus Boonen et Antoine Triest.

### 1633-1794
En 1623, l'évêque Antoine Triest reçut de l'infant Ferdinand d'Autriche l'hôtel Saint-Bavon comme palais épiscopal. Après de profondes rénovations, il y élit domicile en 1633. Ses successeurs y restèrent jusqu'en 1794. Lors de la période française de l'histoire de Belgique, il fut confisqué comme bien national par les Français et on lui donna la fonction de siège du département de l'Escaut. Le bâtiment, qui a été agrandi à plusieurs reprises, a aujourd'hui disparu : c'est à cet emplacement que se trouve aujourd'hui le siège du gouvernement provincial de la province de Flandre-Orientale.
Après Antoine Triest, les évêques Karel van den Bosch (nl), Eugène Albert d'Allamont (nl), Frans van Horenbeke (nl), Ignace Schetz de Grobbendonk, Albert de Hornes, Philippe Érard van der Noot, Jean-Baptiste de Smet, Maximilien Antoine van der Noot, Govaart Geeraard van Eersel (nl) et enfin Ferdinand-Marie de Lobkowitz .

### 1802-1806
L'évêque Étienne Fallot de Beaumont, nouvellement nommé en 1802, habita d'abord quelques mois sur le Zandberg dans la maison qu'habita plus tard Jan Frans Willems (actuellement n° 9) et s'installa à la fin de l'année à l'hôtel Snoeck, sur la Sint-Jacobsnieuwstraat (actuellement n° 50-52).

### 1806-1845
En 1806, l'évêque s'installe dans l'ancienne résidence officielle de l'abbé de l'abbaye de Baudeloo sur le Steendam (actuellement n° 29).
Les évêques Maurice de Broglie, Jean-François Van de Velde et Louis-Joseph Delebecque y ont également résidé.

### Bâtiment actuel
En 1840, il fut décidé de construire une nouvelle résidence sur le côté est de la cathédrale Saint-Bavon. Les plans néo-gothiques ont été dessinés par l'ingénieur Matthias Jozef Wolters et l'édifice a été consacré en 1845 par l'évêque Delebecque. Le chantier était un terrain vague après le déblaiement du cimetière de la cathédrale à la fin du xviiie siècle.
Ce bâtiment a été habité par les évêques Louis-Joseph Delebecque, Henri Bracq, Henri-Charles Lambrecht, Antoine Stillemans, Émile-Jean Seghers, Honoré-Joseph Coppieters, Charles-Justin Calewaert, Léonce-Albert Van Peteghem, Arthur Luysterman, Luc Van Looy et est toujours utilisé aujourd'hui encore habitée par l'actuel évêque Lode Van Hecke.

## Sources
- Het Gentse Bisschopshuis: monument van vroege neogotiek, kanunnik Ludo Collin, Luc Robijns, Luc Verpoest; geïllustreerd door Ansfried De Vylder.

- (nl) Cet article est partiellement ou en totalité issu de l’article de Wikipédia en néerlandais intitulé « Bisschoppelijk Paleis van Gent » (voir la liste des auteurs).